# جایزه کلود شانون
جایزه کلود شانون توسط جامعهٔ نظریه اطلاعات آی‌تریپل‌ای(IEEE) جهت قدردانی از افرادی که به صورت مداوم مشارکت‌های برجسته‌ای در رشته نظریه اطلاعات داشته‌اند، اهدا می‌شود. برندگان این مسابقه در کنفرانس سالیانه IEEE در مورد نظریه اطلاعات، سخنرانی ای به نام Shannon Lecture می‌کنند.

## برندگان
- Claude E. Shannon ۱۹۷۲
- David S. Slepian ۱۹۷۴
- Robert M. Fano ۱۹۷۶
- Peter Elias ۱۹۷۷
- Mark S. Pinsker ۱۹۷۸
- Jacob Wolfowitz ۱۹۷۹
- W. Wesley Peterson ۱۹۸۱
- Irving S. Reed ۱۹۸۲
- Robert G. Gallager ۱۹۸۳
- Solomon W. Golomb ۱۹۸۵
- William L. Root ۱۹۸۶
- James L. Massey ۱۹۸۸
- Thomas M. Cover ۱۹۹۰
- Andrew J. Viterbi ۱۹۹۱
- Elwyn R. Berlekamp ۱۹۹۳
- Aaron D. Wyner ۱۹۹۴
- G. David Forney, Jr. ۱۹۹۵
- Imre Csiszár ۱۹۹۶
- Jacob Ziv ۱۹۹۷
- Neil J. A. Sloane ۱۹۹۸
- Tadao Kasami ۱۹۹۹
- Thomas Kailath ۲۰۰۰
- Jack Keil Wolf ۲۰۰۱
- Toby Berger ۲۰۰۲
- Lloyd R. Welch ۲۰۰۳
- Robert J. McEliece ۲۰۰۴
- Richard Blahut ۲۰۰۵
- Rudolf Ahlswede ۲۰۰۶
- Sergio Verdu ۲۰۰۷
- Robert M. Gray ۲۰۰۸
- Jorma Rissanen ۲۰۰۹

## پی‌نوشت
1. ↑  «جامعه نظریه اطلاعات IEEE». بایگانی‌شده از اصلی در ۱۵ مه ۲۰۰۸. دریافت‌شده در ۲۳ فوریه ۲۰۰۹.